# Metoda ocenjevalnega centra
Ocenjevalni center (angl. assessment center - AC) je kompleksen ocenjevalni proces, ki se uporablja zlasti za selekcijo pri sprejemu zunanjih kandidatov na delovno mesto ali za napredovanje že zaposlenih in za njihov nadaljnji razvoj kariere. Vanj so vključeni udeleženci, ki sodelujejo pri reševanju različnih nalog, več izurjenih ocenjevalcev pa jih pri tem opazuje in vsakega udeleženca oceni na področju prej določenih ter z delovnim mestom povezanih oblik vedenja. Združuje več različnih metod, ki ugotavljajo kompetence in značilnosti posameznika, njihova kombinacija pa zagotavlja končne informacije o primernosti kandidata za opravljanje določene delovne naloge in njegovih potrebah za nadaljnji razvoj. Ocenjevalni center se za razliko od tradicionalnih selekcijskih postopkov, ne osredotoča zgolj na pretekle dosežke kandidata, temveč simulira uporabo kompetenc, ki jih zahteva specifično delovno mesto ter tako ocenjuje kandidate na podlagi sposobnosti spoprijemanja z novimi situacijami. Organizaciji pomaga zaposliti boljše kandidate, kot če bi bili del selekcijskega procesa le pisni testi in intervjuji.
Metoda ocenjevalnega centra zajema standardizirano obliko vedenja, ki temelji na različnih virih informacij, zanjo pa je značilna uporaba več nalog, s katerimi kandidata opazuje več izurjenih opazovalcev. Ocene vedenja temeljijo na ocenjevalnih simulacijah, ki so razvite posebej za to. Ocenjevalci nato zberejo in združijo svoja mnenja in ocene vedenja, kar pripelje do končne evalvacije ocenjevančevega dosežka.

## Zgodovina ocenjevalnega centra
Začetki ocenjevalnega centra segajo v 30. leta 20. stoletja. V tistem času je nemško vrhovno poveljstvo pripravilo program ocenjevanja ter selekcije oficirjev in specialcev. Sprva je bilo v Nemčiji 15 psiholoških laboratorijev s 84 psihologi, do leta 1941 pa je za nemške vojaške sile delovalo že približno 500 psihologov, ki so na podlagi analize inteligentnosti, analize akcije, analize besednega izražanja in intervjuja o življenju kandidata, ocenjevali značaj kandidatov .
Nato pa je leta 1941 britanska vojska z ustanovitvijo komisije za selekcijo britanskih oficirjev v 2. svetovni vojni (British War Office Selection Board – WOSB) nadomestila grob in manj učinkovit selekcijski sistem oficirjev. Cilj le-te je bil celovito oceniti posameznika v njegovem naravnem socialnem okolju. Ocenjevali so različne vodstvene zmožnosti, kot so raven funkcioniranja, skupinska kohezivnost in stabilnost, pri tem pa uporabljali psihološke intervjuje, teste in realistične skupinske ter individualne simulacije. V ospredju je bilo predvsem ocenjevanje medosebnih odnosov, vodilna metoda ocenjevanja pa igra vlog.
Pri nastajanju metode ocenjevalnega centra je bil pomemben razvoj programa za selekcijo vohunov in saboterjev v ZDA med 2. svetovno vojno, ki je nastajal pod okriljem urada za strateške dejavnosti (Office of Strategic Services – OSS). Znana imena psihologov, ki so razvijali program, so: Donald Fiske, Edward Tolman, Eugenia Hanfmann in Donald MacKinnon. Največji doprinos pa je prinesel Henry Murray, ki je imel medicinsko izobrazbo in je znan kot avtor projekcijske metode test tematske apercepcije (TAT). Pri kandidatih so s pomočjo projekcijskih testov, intervjujev, situacijskih testov, testov tipa papir-svinčnik, psihodrame in naključnega opazovanja ocenjevali motivacijo za izvedbo naloge, energijo in vnemo, praktično inteligentnost, čustveno stabilnost, socialne odnose, vodstvene sposobnosti in odločnost . 
Po letu 1945 se je ocenjevanje v obliki ocenjevalnega centra preusmerilo na civilna področja, ocenjevalni center pa je bil del večstopenjske selekcije, sestavljene iz presejalnih testov in intervjujev, na koncu pa je selekcijska služba še izvedla končni intervju in naredila odločitev . 
V pravem pomenu besede je ocenjevalni center nastal pod vplivom težnje po ocenjevanju neintelektualnih vidikov učinkovitosti in zanimanja za situacijske teste. Izraz ocenjevalni center, ki ga je prvi uporabil Super za opis situacijskega testa OSS, se je uveljavil šele ob objavi raziskave o napredku vodenja ameriškega telekomunikacijskega podjetja American Telephone & Telegraph (AT&T), ki je vključevala projekcijske teste, klinične intervjuje, delovne primere, skupinske primere ter nevodene skupinske diskusije. Postopek so uporabljali v namene ocenjevanja in selekcije oseb na visokih položajih. Kasneje so projekcijske teste in klinične intervjuje opustili, kar je pripeljalo do uporabe ocenjevalnic centrov, kot jih poznamo danes.

## Uporaba ocenjevalnega centra
Prvi eksperimenti v povezavi z ocenjevalnim centrom so bili namenjeni razvoju vodij in so bili raziskovalno usmerjeni. Prva aplikativna uporaba pa je bila namenjena izbiri kandidatov za napredovanje na vodstvene položaje v organizaciji. Uporaba ocenjevalnega centra kot selekcijskega postopka se je kasneje razširila tudi na področja prodaje, inženirstva in finančne uprave.
Rezultate ocenjevalnega centra se uporablja zlasti za:
- selekcijo pri sprejemu zunanjih kandidatov oz. napredovanju že zaposlenih,
- razvoj na podlagi diagnosticiranja potreb, razvojnega načrta in treningov.

Ključna zahteva pri uporabi ocenjevalnih centrov za selekcijo je natančno napovedovanje kasnejšega uspeha na delovnem mestu, za razvoj pa je pomembnejše, da metoda razlikuje med prednostmi in pomanjkljivostmi kandidatov.
Ocenjevalni center skuša kar se da natančno napovedati poznejši uspeh na delovnem mestu, mnoge raziskave pa tudi v praksi ugotavljajo povezavo med rezultati kandidata v ocenjevalnem centru in njegovo poznejšo uspešnostjo pri delu .

## Značilnosti ocenjevalnega centra
Najpomembnejši elementi ocenjevalnega centra, ki jih navajajo Smernice in etični oziri za ocenjevalni center (tj. vodnik pri sestavi, izvedbi in vrednotenju ocenjevalnega centra):

### Analiza delovnega mesta in določanje kompetenc
Izhodišče pri izvedbi ocenjevalnega centra je analiza delovnega mesta, s katero določimo dejavnike, ki razlikujejo med bolj in manj uspešnimi zaposlenimi na določenem delovnem mestu. Tip in obsežnost analize delovnega mesta sta odvisna od namena ocenjevanja, kompleksnosti dela, informacij o delovnem mestu, ki so nam na voljo ter podobnosti delovnega mesta z že analiziranimi delovnimi mesti. Analiza delovnega mesta ali postopek določanja kompetenc mora dati jasno definirane kategorije vedenja, ki jih lahko opazujemo z ocenjevalnimi postopki.

### Naloge ocenjevalnega centra
Ocenjevalni center vključuje več različnih nalog, ki morajo biti zanesljive, objektivne in relevantne glede informacij, ki jih ponujajo. Naloge izbiramo tako, da pridobimo čim več različnih podatkov o oblikah vedenja, ki so ključnega pomena za ocenjevanje dimenzije, ki smo jih prej določili z analizo delovnega mesta.
- Iskanje podatkov (angl. fact-finding exercise)

Naloga, pri kateri morajo udeleženci iz večjega števila različnih virov (knjige, članki, itd.) pridobiti in izluščiti zahtevane informacije. Večinoma poteka individualno, lahko pa se jo uporabi tudi v skupinski obliki. Naloga omogoča preverjanje kompetence raziskovanja – iskanje podatkov v literaturi in drugih virih.
- Analiza oz. študija primera (angl. case study)

Udeleženci morajo analizirati informacije iz primera, opisanega v predloženem gradivu, in v vnaprej določenem času navesti pisne ugotovitve. Naloga omogoča zlasti preverjanje kognitivnih sposobnosti. Primerna je za ocenjevanje kandidatov za marketinške in vodstvene položaje.
- Naloga načrtovanja in taktična naloga (angl. planning exercise)

Pri prvi nalogi udeleženci dobijo informacije, ki jih morajo pregledati in na njihovi podlagi izdelati določen načrt (npr. načrt izobraževanja ali usposabljanja). Tega morajo pri taktični nalogi tudi dejansko izpeljati. Nalogi omogočata preverjanje tehničnih spretnosti in proceduralnega znanja, prav tako pa merita kompetence, kot so načrtovanje, organizacija, vodenje in delegiranje.
- Naloga »v predalu« (angl. in-basket)

Nalogo sestavljajo delovni vzorci glavnih in specifičnih nalog, ki jih zahteva določeno delovno mesto. Gre za delovne vzorce glavnih in specifičnih nalog, ki jih zahteva določeno delovno mesto. Naloga omogoča preverjanje in ocenjevanje organizacijskih ter administrativnih sposobnosti in sposobnosti reševanja problemov.
- Igra vlog (angl. role play)

Udeleženci morajo prevzeti vlogo, ki se običajno nanaša na delovno mesto, za katerega kandidirajo, ali položaj, kamor želijo napredovati. Naloga omogoča preverjanje medosebnih spretnosti, ki so potrebne za uspešno interakcijo (npr. verbalno izražanje, neverbalna komunikacija, aktivno poslušanje, potrpežljivost, prilagodljivost, asertivnost, pogajanje, itd.
- Simulacija intervjuja (angl. simulation interview)

Pri tej nalogi udeležence intervjuvajo trenirani intervjuvarji, ki sprašujejo po nizu strukturiranih vprašanj, povezanih z izbranim delovnim mestom (etika pri delu, timsko delo, preference itd.). V drugi različici naloge je v vlogi intervjuvanca lahko tudi igralec, kar pomeni, da morajo udeleženci kot intervjuvarji izvesti selekcijski intervju. To obliko se običajno uporablja za ocenjevanje udeležencev, ki opravljajo vodstvene poklice. Možna oblika simulacije intervjuja je še svetovalni razgovor, pri katerem so udeleženci znova v vlogi intervjuvarjev ter se preizkusijo v dajanju organizacijskih predlogov ali nasvetov zaposlenemu.
- Ustna predstavitev (angl. oral presentation)

Pri ustni predstavitvi udeleženci pred ocenjevalci ustno predstavijo ideje ali rešitve naloge z določenega vidika svojega poklicnega področja. Naloga omogoča preverjanje kandidatove percepcije, odločnosti, presoje, ustne komunikacije, sposobnosti vodenja, organizacije in načrtovanja.
- Skupinska naloga

Ocenjevalci opazujejo interakcijo udeležencev v majhnih skupinah. Udeleženci morajo v določenem času izvesti skupno nalogo, ki omogoča preverjanje nekaterih osebnostnih značilnosti, sposobnosti reševanja problemov, medosebnih spretnosti ter iniciativnosti.
- Skupinska diskusija

Udeleženci sodelujejo v časovno omejeni diskusiji, pri kateri morajo priti do skupne rešitve enega ali več problemov. Z nalogo lahko preverjamo organizacijske sposobnosti, pripravljenost poslušati ideje drugih, sposobnost pogajanja, medosebne spretnosti in spretnosti sprejemanja odločitev.

### Simulacija delovnih nalog
Pri večini ocenjevalnih centrov gre za uporabo testov ali simulacij primerov delovnih nalog, ki skušajo čim bolje posnemati naloge, ki čakajo udeleženca na delovnem mestu. Da bi dobili celovito sliko primernosti kandidata za delovno mesto, mora naloge ocenjevalnega centra sestavljati dovolj simulacij. Simulacija je naloga, ki je načrtovana tako, da izvabi vedenje, povezano z dimenzijami delovne uspešnosti, ki jih ocenjujemo. Pri preprostejših delovnih mestih lahko uporabimo le eno ali dve simulaciji v primeru, ko analiza delovnega mesta pokaže, da s tem dovolj simuliramo ocenjevano delo.

### Udeleženci
Za ocenjevalni center je značilno večje število udeležencev. Pravila za njihovo točno določeno število sicer ni, vendar je iz praktičnih razlogov število udeležencev običajno omejeno na 4 do 6, lahko pa je seveda tudi večje ali manjše. Odvisno od namena, prostorskih in finančnih zmožnosti izvajalca, števila ocenjevalcev ter drugih možnosti izvedbe.

### Ocenjevalci
Udeleženca opazuje tim več ocenjevalcev, ki mora vključevati strokovnjake (psihologe ter kadrovske strokovnjake) in neposredno nadrejene. Vsi ocenjevalci morajo biti ustrezno izurjeni. V primeru uporabe ocenjevalnega centra za selekcijo ali napredovanje, nadrejeni izjemoma ne sme biti v vlogi ocenjevalca neposredno podrejenega. V običajnem ocenjevalnem centru je po navadi 4 do 6 ocenjevalcev in sicer v razmerju od 4:1 do 1:1 glede na število udeležencev.

### Beleženje vedenja in točkovanje
Ocenjevalci ob opazovanju beležijo posebne oblike vedenja s sistematičnimi postopki, ki lahko vključujejo metode, kot so beleženje na roke, ocenjevalne lestvice ali ček liste za opazovanje vedenja. Pred integracijsko diskusijo pripravijo zapise vedenja med posamezno nalogo.

### Integracija podatkov in povratna informacija
Ocenjevalci na koncu svoje ocene primerjajo in jih skušajo soglasno oblikovati končno oceno. To lahko stori tudi en sam ocenjevalec, vendar je bolje, če se vsi skupaj med sabo posvetujejo in podajo svoje mnenje. Za vsakega udeleženca posebej napišejo poročilo, na koncu pa v diskusiji poročila na glas preberejo in se pogovorijo o pomembnih razlikah, do katerih je med njimi prišlo v ocenah in mnenjih o posameznih kandidatih. V končnem poročilu povzamejo specifične oblike vedenja, prednosti in pomanjkljivosti kandidata, njegove nadaljnje razvojne možnosti ter potencial za uspešnost na delovnem mestu.
Povratna informacija kandidatu je lahko osredotočena na smernice za njegov nadaljnji razvoj in jo kandidat dobi na koncu, lahko pa jo dobi tudi po vsaki posamezni nalogi. Pogostejša kot pisna je ustna povratna informacija, razlikuje pa se med organizacijami in glede na cilje ocenjevalnega programa.

## Prednosti in pomanjkljivosti ocenjevalnega centra

### Prednosti ocenjevalnega centra
- Naloge v ocenjevalnem centru potekajo precej dolgo (pol dneva do dva dni), zato nekateri manj zavzeti in predani udeleženci sami odstopijo in s tem organizaciji prihranijo čas.
- Ocenjevalni center omogoča objektivno primerjavo zunanjih in notranjih udeležencev. Večje število ocenjevalcev opazuje udeležence pri izvedbi nalog, kar povečuje natančnost in objektivnost končne ocene.
- Ocenjevalni center lahko ob dobri izvedbi udeležencem da pozitivno informacijo o odnosu organizacije do zaposlenih.
- S pomočjo ocenjevalnega centra imamo dostop do informacij o dejanskem vedenju udeleženca, saj se ne zanašamo le na informacije, ki nam jih tekom intervjuja pove o sebi, ampak ga opazujemo med akcijo.
- Ocenjevalni center omogoča opazovanje vedenja udeležencev v različnih situacijah.
- Neposredno nadrejeni, ki sodelujejo kot ocenjevalci, lahko veščine, ki so jih pridobili, uporabljajo pri svojem delu, na osnovi analize rezultatov pa lahko dobijo tudi napotke, kako ravnati s posameznikom.
- Udeleženci imajo možnost bolje spoznati, kakšne so zahteve delovnega mesta, saj izvajajo realistične naloge, prav tako pa dobijo tudi izkušnjo z delom, ki ga lahko pričakujejo v organizaciji.
- Udeleženci imajo priložnost,da aktivno pokažejo, kakšne so njihove veščine in sposobnosti.
- Udeleženci so deležni izčrpne povratne informacije o tem, kako so se izkazali.
- Ocenjevalni center je v primerjavi z drugimi metodami ocenjevanja manj diskriminatoren glede na raso in spol.

### Pomanjkljivosti ocenjevalnega centra
- Ocenjevalni center je časovno in finančno zelo zahteven postopek.
- Pri ocenjevalnem centru gre za pomanjkanje neposrednega stika in vzajemnega odnosa med ocenjevalcem in udeležencem, saj udeleženec od ocenjevalcev ne dobi odzivov in spodbud, ki bi lahko vplivali na njegovo vedenje.
- Za izvedbo ocenjevalnega centra je potrebno večje število osebja (ocenjevalci, igralci itd.), kot pri drugih metodah, ki jih lahko izvede samo ena oseba, poleg tega pa so potrebni tudi ustrezni prostori.
- Težko je ohraniti standardiziranost ocenjevalnega centra na različnih lokacijah in ob različnem času.
- Z ocenjevalnim centrom težko hkrati ocenjujemo večjo skupino udeležencev.
- Ocenjevalci niso vedno ustrezno seznanjeni s podrobnostmi v zvezi z delovnim mestom, zaradi česar lahko večjo pozornost posvetijo manj pomembnim kompetencam.